# Kanton Saint-Germain-du-Plain
Saint-Germain-du-Plain is een voormalig kanton van het Franse departement Saône-et-Loire. Het kanton maakte deel uit van het arrondissement Chalon-sur-Saône. Het werd opgeheven bij decreet van 18 februari 2014, met uitwerking op 22 maart 2015. Alle gemeenten werden opgenomen in het nieuwe kanton Ouroux-sur-Saône.

## Gemeenten
Het kanton Saint-Germain-du-Plain omvatte de volgende gemeenten:
- L'Abergement-Sainte-Colombe
- Baudrières
- Lessard-en-Bresse
- Ouroux-sur-Saône
- Saint-Christophe-en-Bresse
- Saint-Germain-du-Plain (hoofdplaats)
- Tronchy